# Nomenclatura retroactiva
La nomenclatura retroactiva es el contar de la historia más temprana de una persona, un lugar o una cosa mientras refiriéndose a dicha persona, lugar o cosa por un nombre que no entró en el uso hasta más adelante.
Un ejemplo fácilmente compresible de la nomenclatura retroactiva es la costumbre en que una mujer al casarse adopta el apellido de su marido (y en algunas culturas descarta el apellido con que nació). Si se llama Sara Rojas y se casa con Miguel García, después se conoce como "Sara Rojas de García", y si uno cuenta una historia de su vida antes de haberse casado y se le refiere por el apellido que no tenía hasta después, es nomenclatura retroactiva.
Una vez Michael Medved, anfitrión de talk show de radio norteamericano hizo la declaración: "Hillary Clinton era conservadora cuando la conocía en nuestros días en la universidad". Pero en los días universitarias de Hillary Rodham, ella todavía no estaba casada con Bill Clinton (después el 42.º presidente de los Estados Unidos; por lo tanto no había ninguna "Hillary Clinton" en ese entonces. Sin embargo, en un caso así se entiende fácilmente que quería decir la señorita que después llegó a ser Hillary Clinton.
Después de que un príncipe heredero ascienda a un trono, la gente puede utilizar el estilo del nuevo monarca cuando cuentan de hechos que el monarca hizo antes de ser rey o reina.
A los emperadores chinos se les da de forma póstuma "nombres te templo" que se utilizan en la mayoría de las referencias a los emperadores de las dinastías Han y Ming.
Cuando la gente de hoy lee las historias antiguas, confusión a veces resulta por el hecho de que en tiempos pasados los personajes históricos cambiaban sus nombres más a menudo que es común hoy, y los historiadores antiguos a menudo contaban sus historias de épocas más tempranas utilizando nombres posteriores.
La Biblia utiliza a menudo la nomenclatura retroactiva al contar sus historias. Algunos escépticos, faltando el conocimiento del antiguo costumbre del cambio frecuente del nombre y de referencias posteriores a las personas o de lugares por los nombres que entraron en uso después del hecho, disputan algunas de sus historias sobre esta base. 
Los nombres "Sodoma" y "Gomorra", que fueron dados a las ciudades que la Biblia cuenta que fueron destruidos por el fuego, se entienden para significar "chamuscado" y "montón arruinado", y algunos escépticos desacreditan la historia como ficción sobre la base que estos nombres solamente se habrían podido dar después de su destrucción, mientras que los conservadores creen que los nombres "Sodom" y "Gomorra" fueron dados después de su destrucción y siguieron en el uso de forma póstuma, aunque las ciudades probablemente fueron llamadas por otros nombres durante el tiempo en el cual prosperaban.
El nombre de Job significa "Afligido", aunque probablemente no lo llamaron así hasta después del tiempo en que fue afligido. Los escépticos a veces han disputado su existencia sobre esta base.
El nombre del Rey David durante su adolescencia y juventud era Elhanán, y su padre Isaí asimismo tenía los nombres anteriores de Jaare-oregim y de Jair. Aunque lo no conocieron como "David" hasta más adelante, 1 Samuel 17 cuenta la historia de su matar al gigante filisteo Goliat, mientras que todavía lo llama David. En 2 Samuel 21:19 lo llama Elhanán.
Otros personajes bíblicos que eran conocidos por distintos nombres en distintos tiempos incluyen a Abram/Abraham, Sarai/Sara, Esaú/Edom, Jacob/Israel, Noemí/Mara, Salomón/Jedidías/Cohelet, y algunos creen que Agar, la segunda esposa de Abraham, era la misma señora que Cetura, con quién menciona que estuvo casado después de la muerte de Sara.
"Judío" originalmente significaba una persona de la nación de Judá (llamado "Judea" por los imperios greco y romano), que entró en existencia después del reinado de Salomón, cuando la nación de Israel fue dividida. Los que eran de Israel antes de ese entonces, los esclavos hebreos en Egipto, así como los patriarcas de los cuales descendieron, no eran "judíos" en este sentido técnico, pero los historiadores judíos todavía se refieren a estos antepasados como judíos, y esto es aceptable considerando que es nomenclatura retroactiva.
- Datos: Q7316997